# Ahmad Daouk
 (novembre 2021).
Ahmad Daouk (en arabe : أحمد بيك الداعوق), né en 1892 à Beyrouth et mort le 24 août 1979 à Beyrouth, est un homme d'État libanais, président du conseil entre 1941 et 1942 et en 1960.

## Biographie

### Jeunesse
Il est né à Beyrouth en 1892 d'une grande famille notable ayant eu dans le pays une activité dans le domaine industriel, commercial et philanthropique.
Après avoir terminé ses études secondaires dans les écoles françaises de Beyrouth en 1910, il part en France poursuivre ses études techniques où il obtient le diplôme d'ingénieur de l'École Nationale des Arts et Métiers d'Aix-en-Provence en 1914. Puis, Hautes Études Sociales 1914-1915.
De 1915 à 1919, il travaille comme ingénieur à la Société Générale des Sucreries et Raffineries d'Égypte.
De 1919 à 1920, il est conseiller technique auprès du roi Hussein I au Hedjaz (Hydrauliques et Minières).
De 1920 à 1927, il est expert près des tribunaux (Liban).

### Carrière politique
Il est nommé Conseiller municipal de la ville de Beyrouth et d'Aley depuis 1926 à 1941, puis conseiller à l'administration des Wakfs musulmans de 1927 à 1941.
%Il est Vice-Président du Conseil et Ministre des Travaux Publics et des Postes et Télégraphes du Gouvernement Libanais en 1941 (Radio Orient).
Il est nommé ministre des finances entre le 1er décembre 1941 et le 27 juillet 1942, puis président du Conseil des Ministres en 1941 et en 1942 sous le mandat français, durant la présidence d'Alfred Naccache puis Président du Congrès National en 1943 (Liban).
Il est Ambassadeur du Liban en France et Ambassadeur du Liban en Espagne de 1944 à 1958.
De 1944 à 1958, il représente le Liban en France (comme ministre plénipotentiaire de 1944 à 1953, comme ambassadeur de 1953 à 1958),.
Il est élu président de la délégation auprès de la Ligue Arabe en Allemagne et il prend part à diverses délégations à l'ONU, à l'UNESCO, et à d'autres conférences internationales.
Il est nommé ministre de la défense entre le 14 mai 1960 et le 1er août 1960 et est une seconde fois nommé Premier ministre par le Président Fouad Chehab, en 1960, à la tête d'un gouvernement chargé d'organiser les élections législatives. Il quitte son poste trois mois plus tard.
Il est administrateur de Banque de sociétés industrielles, immobilières et de télécommunications (Ogero).
Il est décédé à Beyrouth le 24 août 1979.

## Distinctions
- Colonel honorifique de l'armée de Hedjaz.
- Grand-croix de la Légion d'honneur (France).
- Médaille de Vermeil de la Ville de Paris.
- Grand-croix de l'Ordre du Christ (Portugal).
- Grand-croix de l'Ordre du Mérite espagnol.
- Grand Officier de l'ordre de Saint-Charles (Monaco).
- Grand Officier de l'Ordre de Nahda (Hedjaz).
- Grand Officier de l'Ordre des Omeyyades (Syrie).
- Grand Officier de l'Ordre du Cèdre (Liban).
- Médaille de la reine Élisabeth (Angleterre).